# Ранчо-Меса-Верде (Аризона)
Ранчо-Меса-Верде (англ. Rancho Mesa Verde) — переписна місцевість (CDP) в США, в окрузі Юма штату Аризона. Населення — 571 особа (2020).

## Географія
Ранчо-Меса-Верде розташоване за координатами 32°35′40″ пн. ш. 114°39′18″ зх. д. / 32.59444° пн. ш. 114.65500° зх. д. (32.594385, -114.655084).  За даними Бюро перепису населення США в 2010 році переписна місцевість мала площу 0,29 км², уся площа — суходіл.

## Демографія
Згідно з переписом 2010 року, у переписній місцевості мешкало 625 осіб у 153 домогосподарствах у складі 142 родин. Густота населення становила 2149 осіб/км².  Було 162 помешкання (557/км²).
Расовий склад населення:
| - 63,8 % — білих - 0,2 % — корінних американців - 0,2 % — азіатів - 32,6 % — осіб інших рас |

До двох чи більше рас належало 3,2 %. Частка іспаномовних становила 98,1 % від усіх жителів.
За віковим діапазоном населення розподілялося таким чином: 36,6 % — особи молодші 18 років, 58,3 % — особи у віці 18—64 років, 5,1 % — особи у віці 65 років та старші. Медіана віку мешканця становила 24,6 року. На 100 осіб жіночої статі у переписній місцевості припадало 95,3 чоловіків;  на 100 жінок у віці від 18 років та старших — 99,0 чоловіків також старших 18 років.
Середній дохід на одне домашнє господарство  становив 25 955 доларів США (медіана — 21 891), а середній дохід на одну сім'ю — 25 955 доларів (медіана — 21 891). За межею бідності перебувало 31,8 % осіб, у тому числі 34,3 % дітей у віці до 18 років та 37,3 % осіб у віці 65 років та старших.
Цивільне працевлаштоване населення становило 192 особи. Основні галузі зайнятості: сільське господарство, лісництво, риболовля — 51,6 %, освіта, охорона здоров'я та соціальна допомога — 30,7 %, роздрібна торгівля — 13,5 %, будівництво — 4,2 %.